# セルビア社会主義共和国

セルビア人民共和国（1946年 - 1963年）
セルビア社会主義共和国（1963年 - 1990年）
セルビア共和国（1990年 - 1992年）
Народна Република Србија (セルボ・クロアチア語)
Социјалистичка Република Србија (セルボ・クロアチア語)
Република Србија (セルボ・クロアチア語)

ユーゴスラビア社会主義連邦共和国におけるセルビア社会主義共和国の位置（1990年）

セルビア社会主義共和国（セルビアしゃかいしゅぎきょうわこく、セルビア・クロアチア語：Социјалистичка Република Србија / Socijalistička Republika Srbija）は、ユーゴスラビア社会主義連邦共和国（SRFJ）の構成国で、1943年から1990年まで存在した。セルビアはユーゴスラビアの構成国の中で最大の面積と人口を持ち、その首都ベオグラードはユーゴスラビアの首都として政治、経済の最大の拠点となった。

## 歴史
1945年から1963年にかけて、この国は公式にセルビア人民共和国（Narodna Republika Srbija）の名で呼ばれ、1963年から1990年までセルビア社会主義共和国（Socijalistička Republika Srbija）となった。1974年の改革では2つの自治州ヴォイヴォディナ社会主義自治州（SAPヴォイヴォディナ）とコソボ社会主義自治州（SAPコソボ）が実質的に分離され、両自治州は他のユーゴスラビアの構成共和国とほぼ同等の地位を持つようになった。
セルビア社会主義共和国の存続した期間のほとんどにおいて、セルビアは連邦政府に忠実で、一般的には従属的な立場をとった。しかしながら、ヨシップ・ブロズ・チトーが1980年に死去し、コソボにおいてセルビア人、アルバニア人双方の民族主義が広がると、それに対する対処法を巡り、共産主義者同盟にも亀裂が生じた。1988年から1989年にかけて、スロボダン・ミロシェヴィッチの率いる一派がセルビアおよびモンテネグロの支配権を奪うことに成功すると、セルビア人民族主義者の支持を得てコソボおよびヴォイヴォディナの自治権を剥奪した。
1989年、ミロシェヴィッチはセルビア社会主義共和国の大統領となった。ミロシェヴィッチは、ユーゴスラビア連邦政府がコソボにユーゴスラビア人民軍（JNA）を派遣することによって、連邦がコソボおいてセルビアの利益のために行動するように求めた。このような動きに対する他の連邦を構成する各共和国の反発と、セルビア側の求めていた共産主義者同盟における党員一人一票の制度（これによって数の上で多数を占めるセルビア人が支配権を握ることができる）への反発から、ユーゴスラビア国内での民族間の緊張が高まり、ユーゴスラビア共産主義者同盟の崩壊、そして1991年のユーゴスラビア崩壊へとつながっていった。
1990年以降、国名はセルビア共和国（Republika Srbija）へと改められ、1992年以降はセルビア共和国とモンテネグロ共和国の2国のみからなるユーゴスラビア連邦共和国（FRJ）へと移行した。2006年にモンテネグロが独立した結果、連邦は解体され、セルビア共和国も単独の国家となった。

## 行政区分
セルビア社会主義共和国のなかには、2つの自治州があった。ひとつはヴォイヴォディナ社会主義自治州であり、もうひとつはコソボ社会主義自治州であった。それ以外のセルビアの領域は中央セルビアと呼ばれた。

## 人口比率

### 1971年の国勢調査
1971年の時点では、セルビア社会主義共和国には合計で8,446,591人が居住し、その内訳は次の通りであった:
- セルビア人 = 6,142,071 (72.71%)
- アルバニア人 = 984,761 (11.66%)
- マジャル人 = 430,314 (5.10%)
- クロアチア人 = 184,913 (2.19%)
- ムスリム人 = 154,330 (1.83%)
- ユーゴスラビア人 = 123,824 (1.47%)
- スロバキア人 = 76,733
- ルーマニア人 = 57,419
- ブルガリア人 = 53,800
- ロマ = 49,894
- マケドニア人 = 42,675
- ルテニア人 = 20,608
- トルコ人 = 18,220
- スロベニア人 = 15,957
- アルーマニア人 = 14,724

### 1981年の国勢調査
1981年の時点では、セルビア社会主義共和国には合計で9,313,677人が居住し、その内訳は次の通りであった:
- セルビア人 = 6,331,527 (67.96%)
- アルバニア人 = 1,303,032 (13.99%)
- ユーゴスラビア人 = 441,941 (4.75%)
- マジャル人 = 390,468 (4.19%)
- ムスリム人 = 215,166 (2.31%)
- クロアチア人 = 149,368 (1.60%)
- ロマ = 110,956 (1.19%)
- マケドニア人 = 48,986
- スロベニア人 = 12,006

## 政治

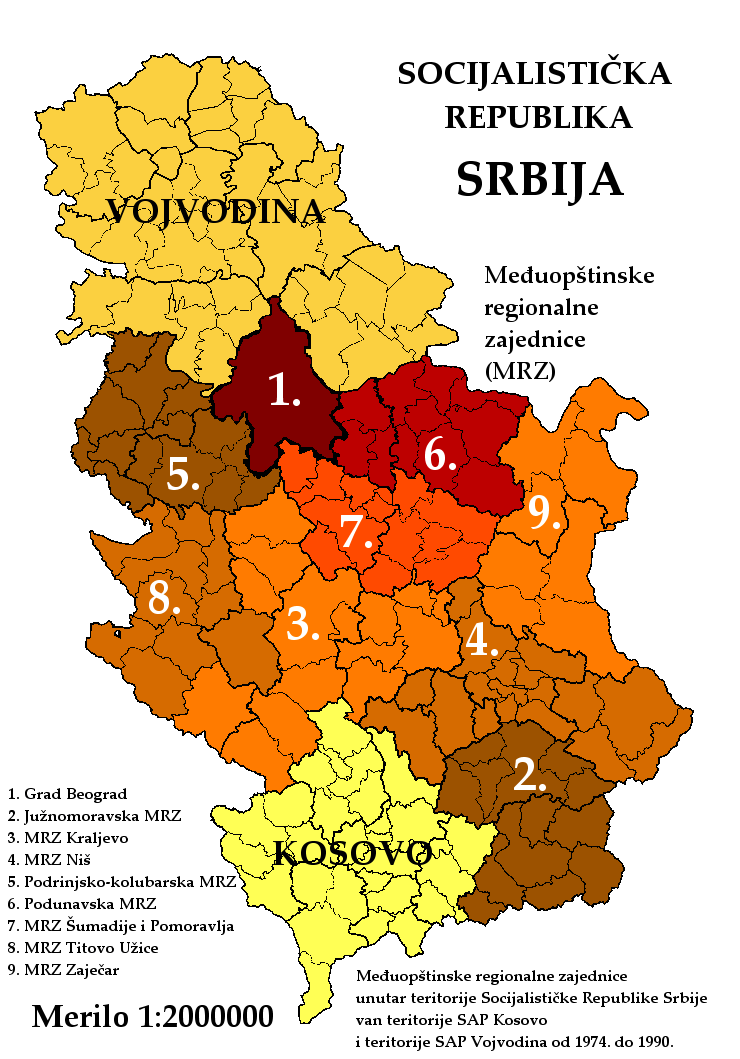
1974年-1990年のセルビアの行政区分

セルビア社会主義共和国では、唯一の合法な政党はユーゴスラビア共産主義者同盟の下部組織であるセルビア共産主義者同盟（en）であった。セルビア共産主義者同盟は1980年代後半の、コソボにてアルバニア人の抗議が活発化しアルバニア人とセルビア人の緊張関係が高まり、その対処をめぐって党内が分裂したときまでは安定的で、比較的ユーゴスラビア共産主義者同盟に忠実であった。
旧来からの共産主義者たちは、コソボ問題に際して中立的な立場をとるとした大統領イヴァン・スタンボリッチ（Ivan Stambolic）を支持した。一方、より急進的な勢力や民族主義者たちは、コソボに住む多くのセルビア人が、多数派を占めるアルバニア人の分離主義者によってコソボを去るよう脅かされているとし、コソボのセルビア人保護を訴えるスロボダン・ミロシェヴィッチを支持した。ミロシェヴィッチは大衆の感情や、コソボ分離主義者への反発を、セルビアおよびヴォイヴォディナ、コソボ、そしてモンテネグロの共産主義者同盟の中で支持者を獲得するために利用した。これは反官憲革命として知られる。これによって、セルビア共産主義者同盟はミロシェヴィッチを党首に選出した。ミロシェヴィッチはコソボでのアルバニア人民族主義に対して厳しい姿勢で臨み、ユーゴスラビア連邦政府に対して、コソボの分離主義者への対処のために、自身に緊急の権限を与えるように圧力をかけた。さらに、ミロシェヴィッチはコソボおよびヴォイヴォディナの自治権を大幅に縮小し、それらの代表者の地位に自身に忠実な政治家を据えた。
1990年のユーゴスラビア共産主義者同盟の会議では、ミロシェヴィッチと彼に忠実なコソボ、ヴォイヴォディナ、モンテネグロの代表者は、コソボ問題への対処に反対したスロベニア社会主義共和国に対し、同国が提案したあらゆる改革案に反対することで無言の圧力を加えた。しかしこの戦略は失敗し、スロベニアおよび同国と協力関係をとるクロアチア社会主義共和国はユーゴスラビア共産主義者同盟を去った。これがきっかけとなってユーゴスラビア共産主義者同盟は崩壊、翌年にはユーゴスラビアそのものも崩壊した。